# Sołtmany (powiat ełcki)
Sołtmany (niem. Soltmahnen) – wieś w Polsce położona w województwie warmińsko-mazurskim, w powiecie ełckim, w gminie Prostki.
W latach 1975–1998 miejscowość należała administracyjnie do województwa suwalskiego.
Wieś istniała już w 1553 roku.
Jest to niewielka miejscowość licząca 12 domów, leżąca niedaleko trasy Ełk-Białystok (droga krajowa nr 65). Większość dzieci ze wsi uczęszcza do Szkoły Podstawowej i Gimnazjum w Prostkach.